# Симуляція психічних розладів
Симуляція психічних розладів — свідома поведінка з певною метою, удаваність, що полягає у вигадуванні та імітуванні неіснуючих ознак психічного розладу, нерідко за допомогою медикаментозних засобів.
Вдаватися до симулятивної поведінки деякі особи можуть в разі їх притягнення до кримінальної відповідальності, загрози позбавлення волі після засудження, отримати групу інвалідності, різні привілеї та дозволи, полегшити режим перебування в місцях позбавлення волі, звільнитися від громадських обов'язків, уникнути призву на строкову військову службу та ін.

## Способи симуляції
Існують два способи симуляції:
- Симуляція самого психічного захворювання — симулянти своєю поведінкою та висловлюваннями намагаються відтворити патологічний стан психіки, якого немає і не було. Інколи для цього приймаються спеціальні лікарські препарати, що тимчасово викликають стан, який може створити враження наявності психічного захворювання.

- Симуляція анамнезову — симулянти розповідями хочуть створити враження про нібито перенесене ними справжнє захворювання або патологічний стан, яких у дійсності не було. Для цього інколи додають підроблені медичні документи, надумані відомості спеціально проінструктованих рідних та близьких.